# Ahmed Mohamed ag Hamani
Ahmed Mohamed ag Hamani (Goundam, 1942) is een voormalig Malinees diplomaat, minister en premier.

## Biografie
Op 7 januari 1978 werd Harmani minister voor toezicht op het bedrijfsleven en staatsbedrijven. Bij de vorming van de nieuwe regering op 28 juni 1979 werd hij benoemd tot minister van informatie en telecommunicatie en op 2 augustus 1980 minister van planning. In deze laatste functie werd hij de op een na hoogst geplaatste persoon in de regering na Moussa Traoré, de president en minister van defensie.
Op 31 december 1984 werd hij minister van sport, kunst en cultuur en vervolgens op 6 juni 1986 minister van transport en publieke werken.
Hij verliet de regering op 20 januari 1987 en werd tot 1992 hoge commissaris voor de organisatie voor de ontwikkeling van de Sénégal-rivier. In 1993 werd hij ambassadeur in Marokko, zes jaar later van België, Nederland, het Verenigd Koninkrijk, Luxemburg en de Europese Unie.
Op 9 juni 2002 werd Hamani door president Amadou Toumani Touré benoemd tot premier, nadat Touré de verkiezingen had gewonnen. Hamani trad terug op 28 april 2004. De dag erop werd hij opgevolgd door Ousmane Issoufi Maïga.